# Bayi (Army) Keming Surface Industry
Bayi (Army) Keming Surface Industry (chiń. 八一克明面業女排; pinyin Bāyī Kèmíng Miànyè Nǚpái) – żeński klub piłki siatkowej z Chin. Swoją siedzibę ma w Yiyang.

## Sukcesy
- Mistrzostwo Chin:
  -  2001-02
  -  2000-01, 2002-03, 2003-04, 2004-05, 2007-08
  -  1999-00, 2009-10
- Klubowe Mistrzostwa Azji:
  -  2004, 2016